# Philibert Charles Berjeau

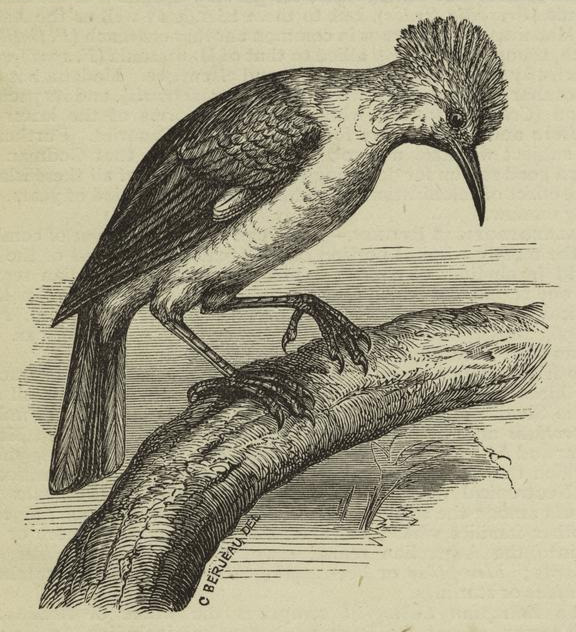
Desenho de Berjeau do extinto Fregilupus varius.

Philibert Charles Berjeau (Paris, 10 de julho de 1845 - 1927) foi um ilustrador de história natural e litógrafo francês, ativo em Londres na era vitoriana tardia. Os temas de suas obras variaram amplamente, incluindo mamíferos, répteis e especialmente aves, bem como fósseis.
Ele fez ilustrações para o Museu de História Natural de Londres, e para a revista da Sociedade Geológica de Londres. Fez um esboço do casal de rinoceronte-de-sumatra que deram à luz nos estábulos de Charles William Rice no Commercial Road, em dezembro de 1872. Trabalhou como ilustrador para Robert Falcon Scott na Expedição Nimrod e na Expedição Discovery.

## Obras
- The Varieties of Dogs, as They Are Found in Old Sculptures, Pictures, Engravings, and Books: With the Names of the Artists by Whom They Are Represented, Showing How Long Many of the Numerous Breeds Now Existing Have Been Known, London: Dulau & Co, 1863
- The Horses of Antiquity, Middle Ages, and Renaissance: From the Earliest Monuments Down to the XVIth Century, London: Dulau & Co., 1864
- Beggars, Rogues, and Vagabonds. Drawn from life by Charles Berjeau. Engraved by Jean Philibert Berjeau, 1866